# 長徳寺 (光市)
長徳寺（ちょうとくじ）は、山口県光市にある曹洞宗の寺院。山号は鳴谷山（なるたにさん）。3月18日の観音縁日は長徳寺市（ちょうとくじいち）として知られる。

## 概要
当寺の開創は大内氏の先祖である琳聖太子と伝えられている。推古天皇年間（6世紀末 - 7世紀前半）に琳聖太子が百済から渡来した際に抱いていた観音像が光りだしたため、その地に開かれたのが長徳寺とされる。
室町時代には、大内氏24代大内弘世が開創した周防国三十三観音霊場の第9番札所となる。当初は法相宗の寺院であったが、慶長年間（1596年 - 1615年）に渓月院7世丹翁宗鷟大和尚によって、曹洞宗の寺として再興された。
正徳元年（1711年）には、給領主の清水家の祈願所となった。幕末には立野領主であった清水親春により地域の子弟に文武を教える慕義塾が創設され、塾生の中には第二奇兵隊に合流するものもいた。膳所藩から参加した村田精一の墓は、長徳寺歴住墓所の隣に建てられている。

## 諸堂・伽藍
- 本堂
  - 本尊の十一面観世音菩薩は、百済から渡来した仏師の安阿弥により彫刻されたものと伝わる[1]。また不動明王像・毘沙門天像は弘法大師の手に成るとされる[1]。

## 長徳寺市
毎年3月18日、本尊である十一面観世音菩薩の縁日に合わせ長徳寺市（ちょうとくじいち）が開かれる。

## 所在地
〒743-0062 山口県光市立野西庄1450

## 交通
鉄道
- 西日本旅客鉄道（JR西日本）
  - 山陽本線島田駅からバスで約5分、立野バス停下車徒歩10分[5]